# Phare arrière de Munising

Le phare arrière de Munising (en anglais : Munising Rear Range Light), est un phare du lac Supérieur situé au port de civil township de Munising dans le Comté d'Alger, Michigan. Avec le phare avant de Munising, les deux feux d'alignement de Munising ont remplacé le phare est de Grand Island devenu inefficace.

## Historique
Le feu d'alignement arrière, construit en 1908, est situé sur une colline au sud de Munising. 
Le port de Munising est une baie naturelle abritée du nord et offrant une protection des tempêtes de l'est ou de l'ouest.
Il est géré par le National Park Service, les terrains sont ouverts aux visiteurs, mais la tour est fermée.
La maison des gardiens est maintenant utilisée comme bureau pour le service du parc, depuis 2002. La tour a subi une restauration

## Description
Le phare  est une tour conique en tôle d'acier de 10 m de haut. La tour est blanche.
Il émet, à une hauteur focale de 33 m, une lumière rouge continue, jour et nuit. Sa portée n'est pas connue.
Identifiant : ARLHS : USA-949 ; USCG :  7-14580 .

### Lien connexe
- Liste des phares au Michigan